# إلينا روميرو
إلينا روميرو (بالإسبانية: Elena Romero)‏ هي عازفة بيانو وملحنة إسبانية، ولدت في 7 نوفمبر 1923 في مدريد في إسبانيا، وتوفيت في 2 أبريل 1996.

## وصلات خارجية
- إلينا روميرو على موقع ميوزك برينز (الإنجليزية)